# Siderópolis (kommun)
Siderópolis är en kommun i Brasilien.   Den ligger i delstaten Santa Catarina, i den södra delen av landet, 1 400 km söder om huvudstaden Brasília. Antalet invånare är 12 995.
Följande samhällen finns i Siderópolis:
- Siderópolis

I omgivningarna runt Siderópolis växer i huvudsak städsegrön lövskog. Runt Siderópolis är det tätbefolkat, med 819 invånare per kvadratkilometer.